# John Gordon Sinclair
John Gordon Sinclair (* 4. února 1962 Glasgow) je britský herec, známý především svou rolí Gregoryho ve filmu Gregory's Girl (česky Gregoryho dívka).
Sinclair byl členem Glasgow Youth Theater (Glasgowské divadlo mládeže), kde se setkal s Robertem Buchananem. Výsledkem bylo Sinclairovo účinkování v několika filmech režiséra Billa Forsytha. Známým se stal díky ve filmu Gregoryho dívka, když mu bylo 19 let. Tuto roli zopakoval o téměř 20 let později ve filmu Gregory's Two Girls (česky Dvě Gregoryho dívky). Sinclair rovněž hrál ve Forsythově filmu Local Hero (česky Místní hrdina) z roku 1983.
V roce 1995 obdržel John Gordon Sinclair Cenu Laurence Oliviera za nejlepší mužský herecký výkon v muzikálu v představení She Loves Me v roce 1994.